# Callobius nomeus
Espèce
Synonymes
- Amaurobius nomeus Chamberlin, 1919
- Amaurobius tacoma Chamberlin & Ivie, 1947

Callobius nomeus est une espèce d'araignées aranéomorphes de la famille des Amaurobiidae.

## Distribution
Cette espèce se rencontre aux États-Unis au New Hampshire, en Utah, au Colorado, au Wyoming, en Idaho, au Montana, en Oregon, au Washington et en Alaska et au Canada au Yukon, en Colombie-Britannique, en Alberta, au Saskatchewan, au Manitoba, au Québec et au Labrador,.

## Publication originale
- Chamberlin, 1919 : New western spiders. Annals of the Entomology Society of America, vol. 12, p. 239-260.